# NGC 3353
NGC 3353 is een spiraalvormig sterrenstelsel in het sterrenbeeld Grote Beer. Het hemelobject werd op 18 maart 1790 ontdekt door de Duits-Britse astronoom William Herschel.

## Synoniemen
- UGC 5860
- IRAS10422+5613
- MCG 9-18-22
- ZWG 267.9
- MK 35
- HARO 3
- PGC 32103